# Gymnema kollimalayanum
Gymnema kollimalayanum är en oleanderväxtart som beskrevs av A.Ramach. och M.B.Viswan.. Gymnema kollimalayanum ingår i släktet Gymnema och familjen oleanderväxter. Inga underarter finns listade i Catalogue of Life.